# Missionshus
Et missionshus er en bygning, der er tilknyttet lokalt foreningsarbejde med tilknytning til Indre Mission (IM), Luthersk Mission (LM) eller Evangelisk Luthersk Missionsforening (ELM). Indtil tiden omkring 2. verdenskrig kaldte Det Danske Missionsforbund (DDM) også deres bygninger for missionshuse. Bygningen bruges typisk til ugentlige møder for alle aldersklasser og evt. særlige møder for børn – søndagsskole – og unge. 
I alt har der i Danmark eksisteret 1073 missionshuse med tilknytning til IM, LM, ELM og DDM. Langt hovedparten – 945 eller 88% – havde tilknytning til IM, mens 73 (7%) var knyttet til LM, 21 (2%) til ELM og 34 (3%) til DDM. Flere missionshuse er gennem tiden blevet nedlagt og fx findes der pr. 2005 403 missionshuse med tilknytning til IM.
Geografisk har missionshusene været noget ujævnt spredt. På Bornholm har der således været hele 51 missionshuse, hvilket markant overstiger antallet af kirker på øen. Noget mindre tæt har missionshusene ligget på Fyn, som har haft 56 missionshuse. ELM's koncentration på Bornholm ses også tydeligt, da hele 14 af bevægelsens 21 missonshuse hørte hjemme på Bornholm. På samme måde var DDM's missonshuse koncentreret i det nordlige Jylland, særligt Nørrejyske Ø. 13 af DDM's 34 missionshuse fandtes således i det nuværende Nordjyllands Amt. LM's missonshuse fandtes især på Bornholm (13), på Nordsjælland (12 missionshuse i det nuværende Frederiksborg Amt), i Sønderjylland (12 missionshuse i det nuværende Sønderjyllands Amt) og i Vestjylland (12 missionshuse i det nuværende Ringkøbing Amt), mens IM's missionshuse fordelte sig mere jævnt over hele landet.
Mange missionshuse er navngivet med navne hentet fra Bibelen. Til de almindelige hører Bethesda, Bethania og Tabor. I København har missionshuset Bethesda, hvor Københavns Indre Mission hører til, som Danmarks største missionshus været en markant bygning ved Israels Plads siden det blev opført i 1882.

## Historisk udvikling
Der kan henvises til en række udenlandske inspirationskilder til det danske missionshusbyggeri. I Norge blev der fra 1850 opført en række "bedehuse". I Sverige havde man også missionshuse, hvilket LM må antages at have været opmærksom på via den nære forbindelse til den svenske prædikant C.O. Rosenius, og IM's formand Vilhelm Beck fortalte efter at have deltaget i et fællesnordisk kirkemøde i 1864 i Indre Missions Tidende (IMT) om de svenske missionshuse. Også de britiske chapels og mission halls, hvor vækkelsesbevægelser virkede ud fra, kan have tjent som inspiration.
De første danske missionshuse opstod, da LM i 1868 opstod. Bevægelsen udgik af den lutherske frimenighed, som præsten P.C. Trandberg i 1863 havde stiftet. Trandberg havde oprettet "kapeller", men da hovedparten af frimenighedens medlemmer i 1868 vendte tilbage til folkekirken, blev kapellerne omdøbt til missionshuse. Den første bygning, der blev opført som missionshus med tilknytning til LM, blev opført i 1872 i Nansensgade i København, hvor det stadig ligger.
Der gik dog nogle år, inden selve begrebet missionshus var slået helt fast. Betegnelsen bedehus blev i Danmark tilsyneladende kun brugt om en officiel folkekirkelig bygning, men forsamlingshus var de første år en meget anvendt betegnelse. I IMT brugte man således til midt i 1880'erne udtryk som "kristelige Forsamlingshuse" og "Forsamlingshuse for den Indre Mission".
IM's første missionshus kom til i 1870 eller 1871. Usikkerheden skyldes, at man i Odense i 1870 fik et lokale, der fungerede som opholdssted for soldater, og hvor der blev afholdt IM-møder. Det var dog først i 1871, da man i Randers fik en privat sal, at man fik et lokale, der var indviet til at huse IM's mødevirksomhed.
Det store missionshusbyggeri satte dog først ind senere. I nedenstående tabel fremgår det årti for årti, hvor mange missionshuse med tilknytning til IM, der blev opført.
| Periode                    | Antal |
| -------------------------- | ----- |
| 1870-79                    | 9     |
| 1880-89                    | 103   |
| 1890-99                    | 323   |
| 1900-09                    | 221   |
| 1910-19                    | 91    |
| 1920-29                    | 102   |
| 1930-39                    | 30    |
| 1940-49                    | 15    |
| 1950-59                    | 16    |
| 1960-                      | 8     |
| Ukendt                     | 27    |
| Kilde: Larsen 2005, s. 101 |       |

Som det fremgår var særligt 1890'erne et årti med stor byggeaktivitet på missionshusfronten, og alene i 1896 blev der da også opført 47 missionshuse med tilknytning til IM.
Baggrunden for opførelsen af missionshuse var ofte lokale forhold, men der foreligger ikke landsdækkende undersøgelser om dette emne. Kirkehistorikeren Kurt E. Larsen har dog i en artikel fra 2005 peget på tre forhold, der havde særlig betydning for opførelsen af IM's missionshuse:
1. Et ønske om at drive mission i forhold til børn og voksne i området. I en del tilfælde blev missionshuse opført i områder, hvor der var stærk befolkningstilvækst, men endnu ingen kirke. Det gælder fx Esbjerg, hvor man fik et missionshus i 1880, men først en kirke (Vor Frelsers Kirke) i 1887. I nogle tilfælde blev missionshuset brugt som midlertidig kirke i en periode, indtil en kirke var blevet opført.
De mange børn i søndagsskolerne skabte i nogle tilfælde også behov for en særlig bygning til at huse dette. I Lemvig var der således i 1904 350 børn i søndagsskolen og i 1921 411 børn, hvilket var mere, end selv det største private hjem kunne magte.
2. Et ønske om at modvirke frikirkers indflydelse. Særligt i byerne mente man, at frikirkerne kunne tiltrække de vakte og ønskede derfor et folkekirkeligt alternativ til disses aktiviteter. I disse år betragtede man også LM som værende på linje med frikirkerne og opført i nogle tilfælde derfor missionshuse som en reaktion på LM's missionshusbyggeri.
3. Et ønske om at holde en kirkelig-pietistisk linje i det kirkelige arbejde. Aktiviteterne i grundtvigske forsamlingshuse var ofte præget af oplysende foredrag og gymnastik, hvor man i IM ønskede at have bygninger, der forkyndelsen af det kristne budskab var det væsentlige. Der var også kræfter i IM, der ønskede at mødes i bygninger, der ikke blev brugt til andet end kirkelige formål og fx vendte sig imod, at missionshuset blev brugt som skolestue.